# José Onofre Bunster
José Onofre Bunster Villagra (Nacimiento, 2 de abril de 1861-Santiago, 15 de abril de 1926) fue un diplomático y político chileno, miembro del Partido Liberal (PL). Se desempeñó como diputado suplente, y propietario de la República, desde 1888 hasta 1897, y luego desde 1921 hasta 1924. Así también ejerció como ministro de Guerra y Marina durante el primer gobierno del presidente Arturo Alessandri, desde diciembre de 1922 hasta enero de 1923.

## Biografía

### Familia, estudios y vida laboral
Nació en Nacimiento, el 2 de abril de 1861; hijo de José Bunster Bunster y Lucinda Villagra. Se casó en Concepción el 31 de mayo de 1884 con Elena Garrigó Andrews, con quien tuvo siete hijos.
Realizó sus estudios primarios y secundarios en el colegio Goldfinch; colegio Bluhah; colegio Mackay; colegio Sutherland de Valparaíso; Londres y París. Posteriormente, cursó un bachillerato en humanidades el 6 de junio de 1881.
Fue fundador del «Banco José Bunster» en Angol, en 1882 y gerente general del mismo. Desde 1887 hasta 1891 administró los bienes agrícolas y molineros que su padre tenía en Malleco y Cautín. Asimismo, fue director de la «Compañía Minera María Francisca de Plata», en 1923.

### Trayectoria política
Militante del Partido Liberal (PL), en las elecciones parlamentarias de 1888 fue electo como diputado suplente por el departamento de Traiguén, por el periodo legislativo 1888-1891. Luego, en las elecciones parlamentarias de 1891, fue reelecto como diputado, pero esta vez como propietario por los departamentos de Temuco e Imperial, por el período 1891-1894. Fue reelecto por segunda vez en el mismo cargo nuevamente, pero en representación de Angol, Traiguén, Collipulli, por el período 1894-1897. Con posterioridad fue nombrado por el gobierno de Federico Errázuriz Echaurren, como cónsul de Chile en Gran Bretaña en 1897; presidente del Cuerpo Consular en el mismo país, desde 1903 hasta 1916 (bajo la presidencia de Germán Riesco); y por último, cónsul y encargado de negocios en el Perú.
En las elecciones parlamentarias de 1921 fue nuevamente diputado propietario, pero en representación de San Fernando, por el periodo 1921-1924. Mientras ejercía como parlamentario fue designado por el presidente Arturo Alessandri, como ministro de Guerra y Marina, fungiendo entre el 21 de diciembre de 1922 hasta el 12 de enero de 1923.
Falleció en Santiago el 15 de abril de 1926.